# Start-Trigon Cycling Team/Saison 2015
Dieser Artikel listet Erfolge und Fahrer des Radsportteams Start-Trigon in der Saison 2015 auf.

## Abgänge – Zugänge
| Zugänge               | Team 2014            | Abgänge                    | Team 2015                   |
| --------------------- | -------------------- | -------------------------- | --------------------------- |
| Axel Costa            | Neoprofi             | Johnatan Sarmiento         | Inteja-MMR                  |
| Zsolt Dér             | Utensilnord          | Joeri Bueken               | Zannata Cycling Team        |
| Andreas Keuser        | Keith Mobel-Partizan | Eugen Wacker               | Kuwait Cycling Project      |
| Romeo Daniel Quicibal |                      | Víctor Niño                | RTS-Santic Racing Team      |
| Antero Velazquez      |                      | Carlos Gálviz              | Androni Giocattoli-Sidermec |
| Marc Vilanova         |                      | Unai Iparragirre           | Karriereende                |
| Luca Frasa            |                      | Elias Helleskov Busk       | Team Soigneur               |
| Ever Ortiz            |                      | Lars Pria                  | Bike Aid                    |
| Jeison Prada          |                      | Nicky Allard               | Unbekannt                   |
| Christoph Danner      |                      | Camilo Ulloa               | Unbekannt                   |
| Marco Niemi           |                      | David van Eerd             | Unbekannt                   |
| German Orue           |                      | Mauricio Frazer            | Karriereende                |
|                       |                      | Ernsteo Mora               | Unbekannt                   |
|                       |                      | Carlos Henrique dos Santos | Unbekannt                   |
|                       |                      | Gustavo Adolfo Mino Baez   | Unbekannt                   |

## Mannschaft

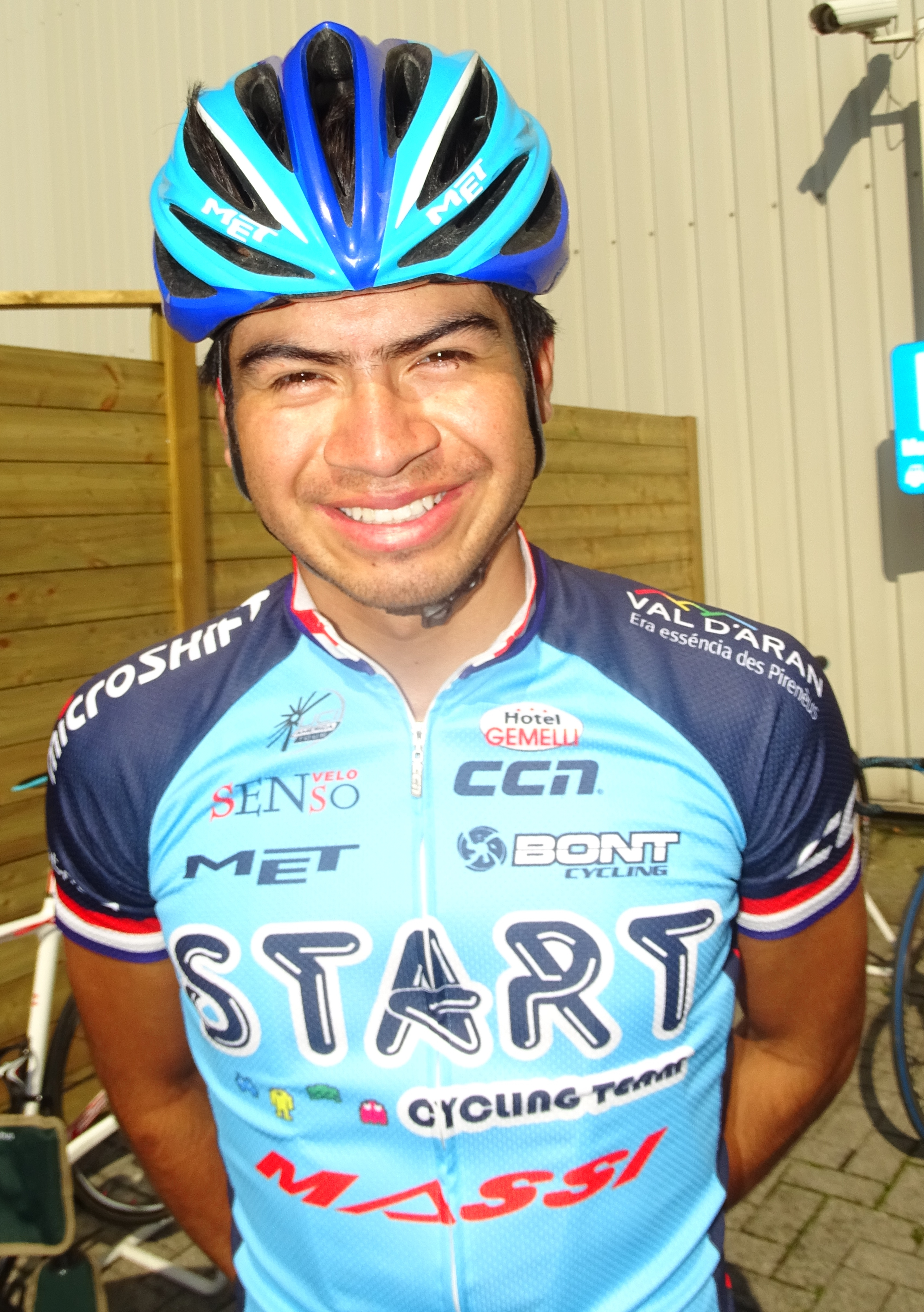
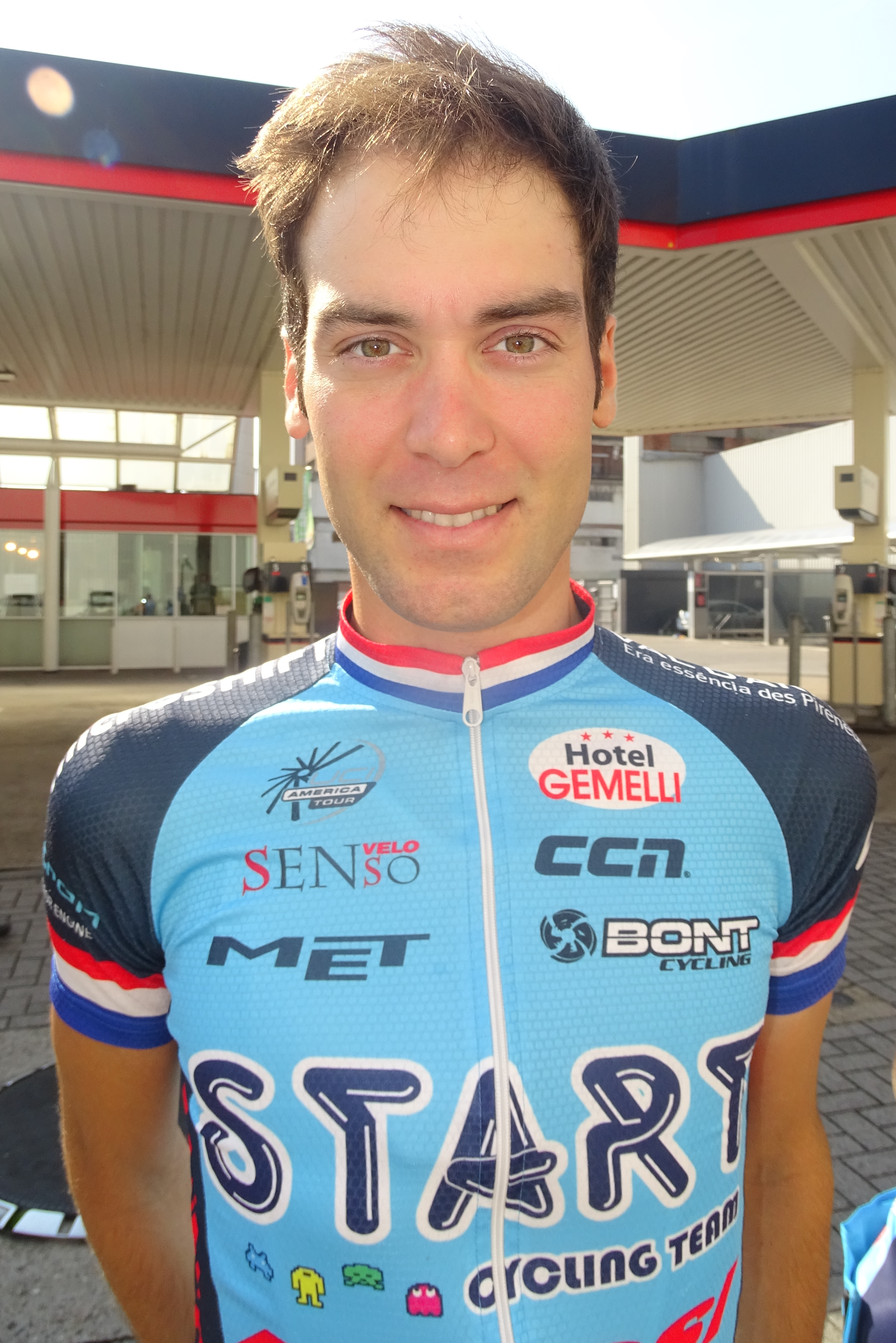
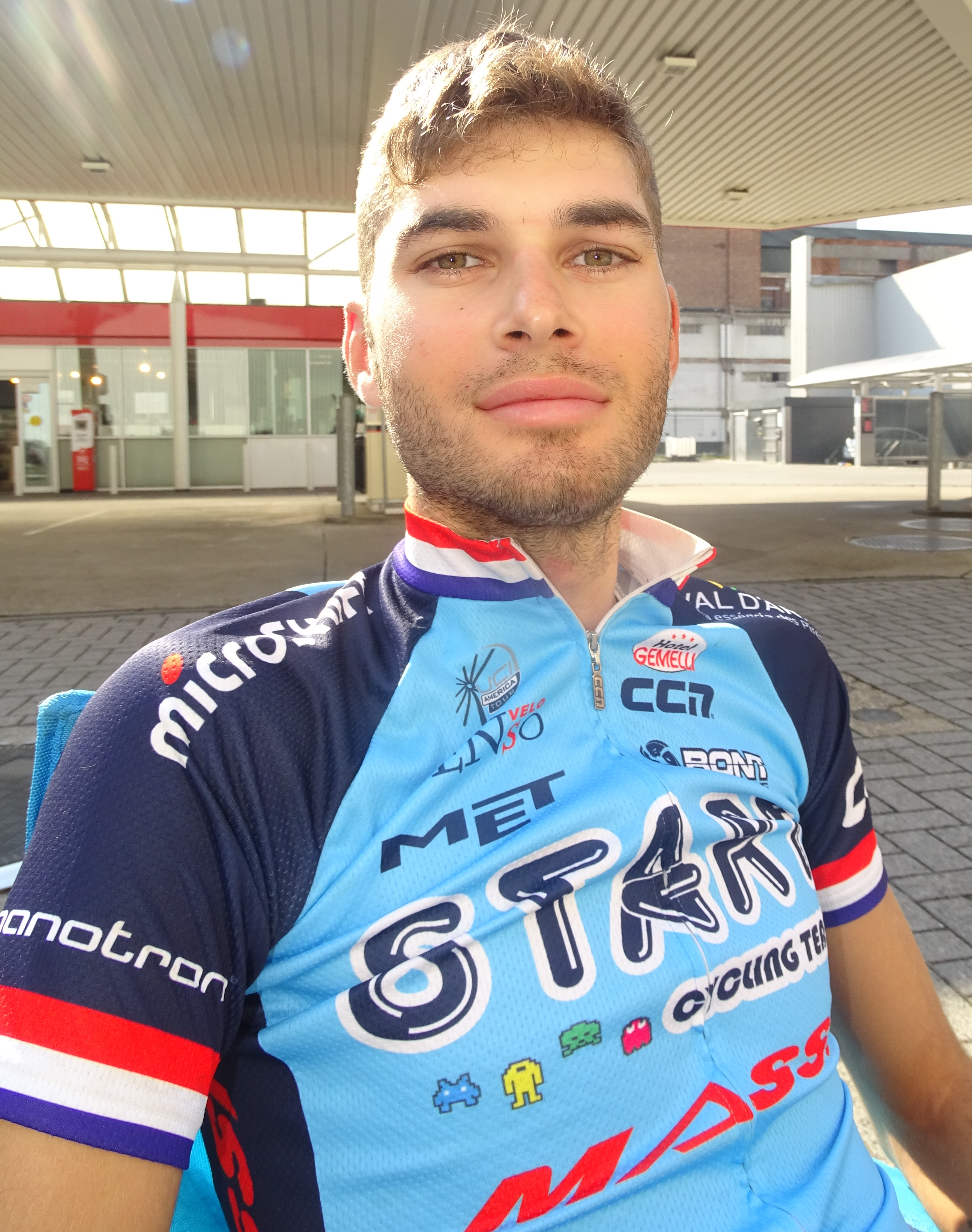
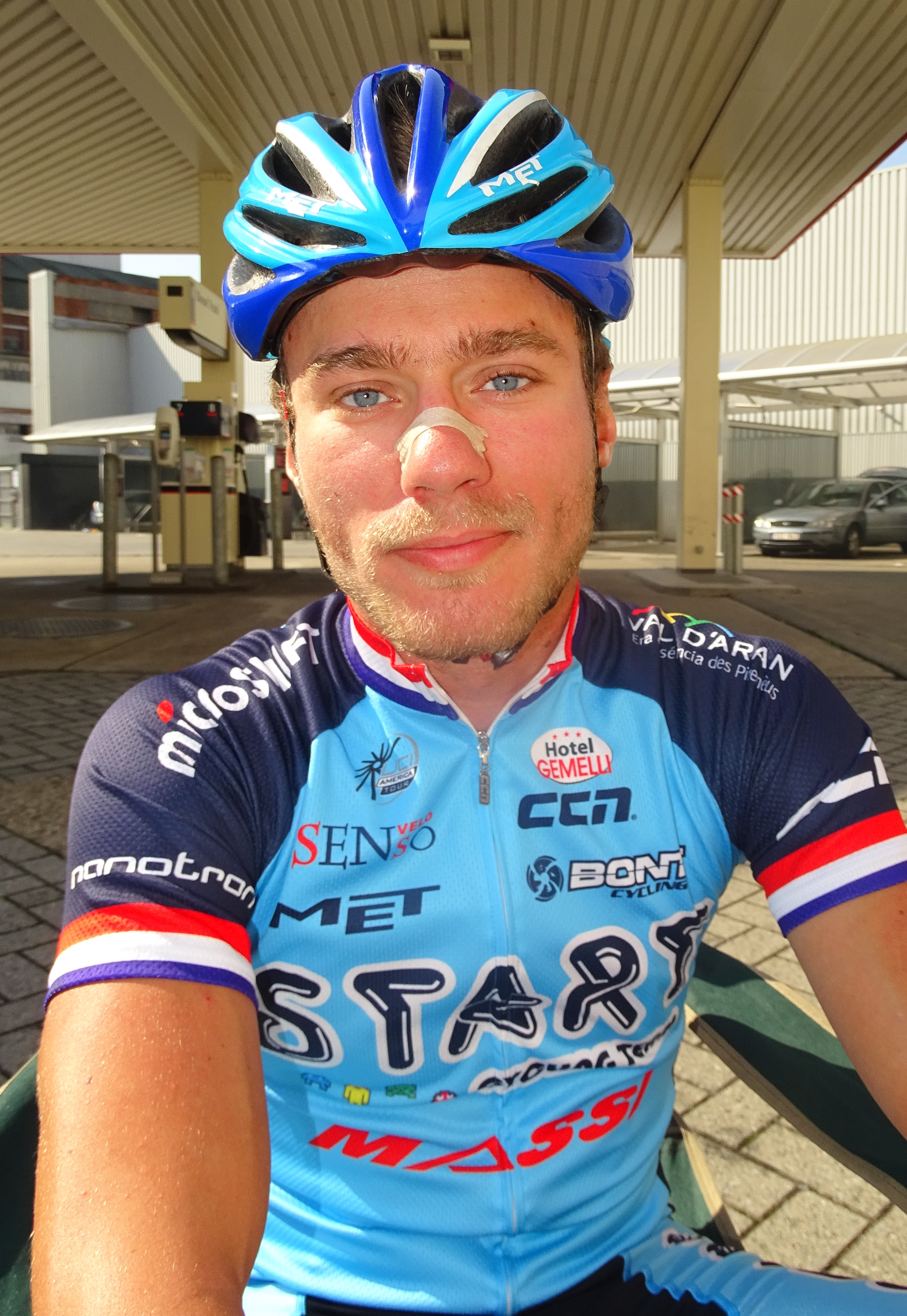
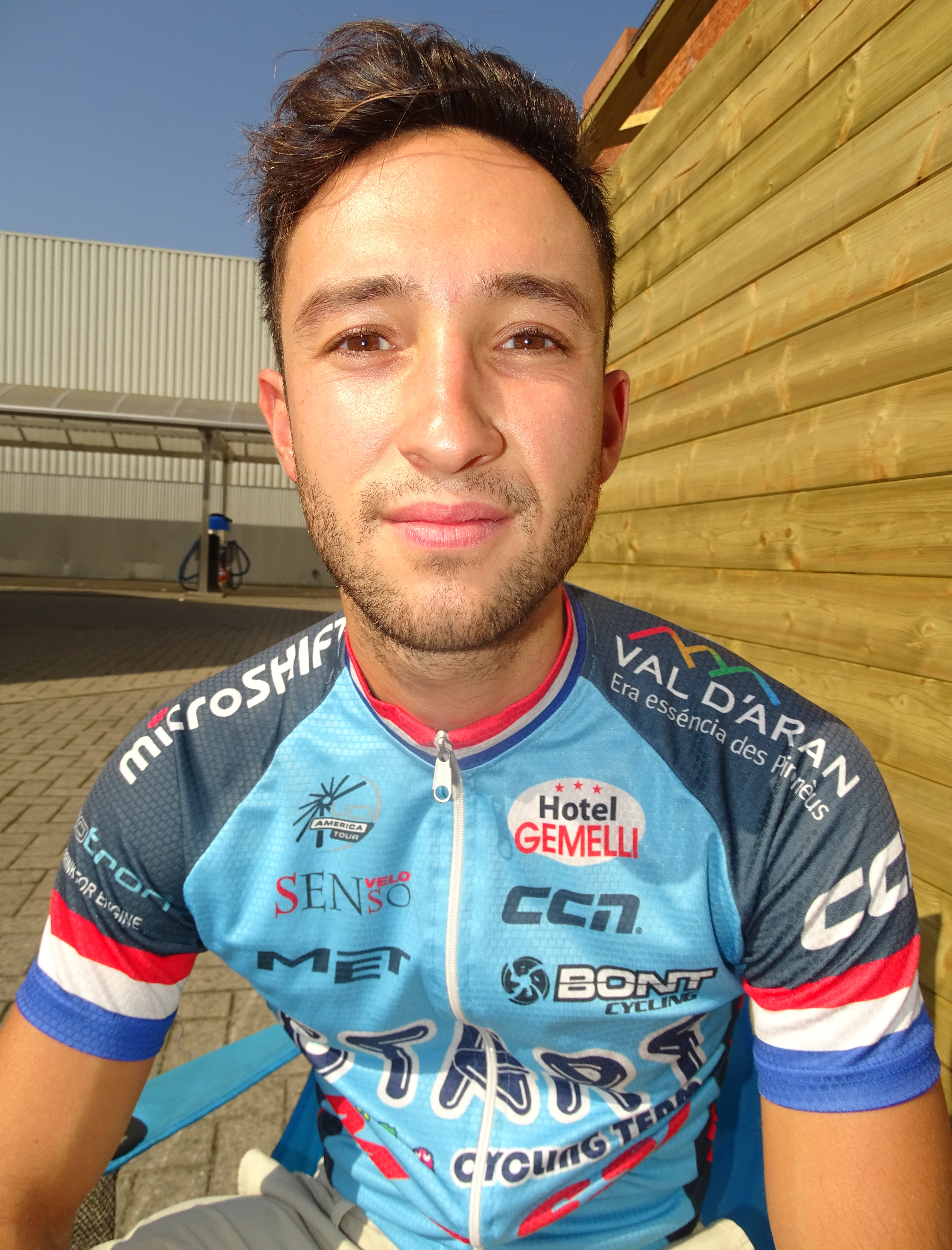
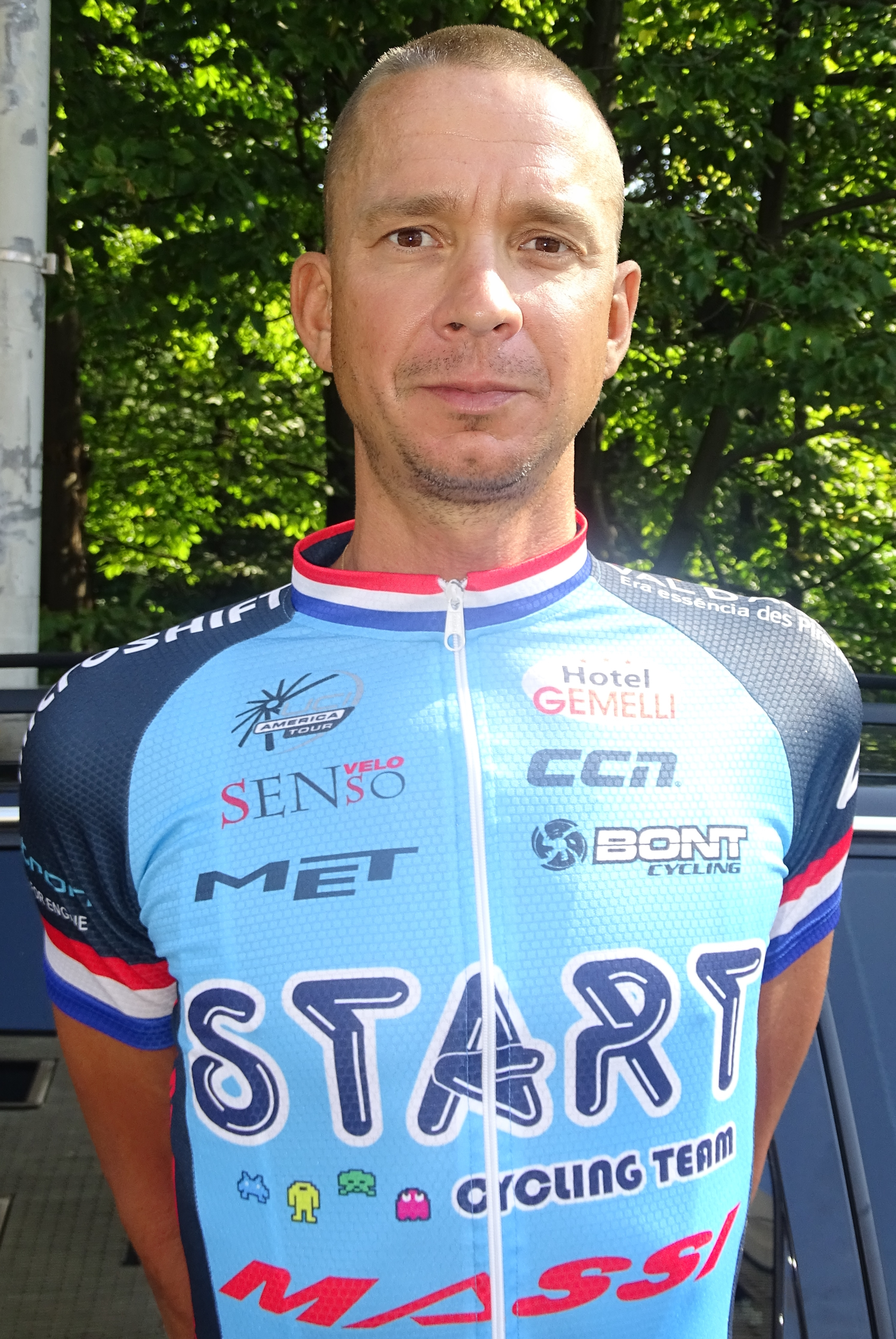

| Name                  | Geburtstag         | Nationalität |
| --------------------- | ------------------ | ------------ |
| Rubén Caseny          | 13. September 1986 | Spanien      |
| Ulises Castillo       | 5. März 1992       | Mexiko       |
| Axel Costa            | 10. Oktober 1994   | Argentinien  |
| Christoph Danner      | 3. November 1993   | Deutschland  |
| Zsolt Dér             | 25. März 1983      | Ungarn       |
| Luca Frasa            | 17. April 1992     | Schweiz      |
| Andreas Keuser        | 14. April 1974     | Deutschland  |
| Marco Niemi           | 11. Dezember 1997  | Finnland     |
| Ever Ortiz            | 11. Dezember 1997  | Paraguay     |
| German Orue           | 4. März 1994       | Paraguay     |
| Jeison Prada          | 2. Dezember 1993   | Kolumbien    |
| Romeo Daniel Quicibal | 27. Januar 1994    | Guatemala    |
| Francisco Riveros     | 11. November 1994  | Paraguay     |
| Antero Velazquez      | 3. Januar 1992     | Paraguay     |
| Marc Vilanova         | 7. August 1987     | Spanien      |